# Northern Areas Council
Northern Areas Council är en kommun i Australien. Den ligger i delstaten South Australia, omkring 180 kilometer norr om delstatshuvudstaden Adelaide. Antalet invånare är 4 508.
Följande samhällen finns i Northern Areas:
- Jamestown
- Gladstone
- Laura
- Spalding
- Tarcowie
- Caltowie
- Narridy
- Bundaleer
- Georgetown

Trakten runt Northern Areas består till största delen av jordbruksmark. Trakten runt Northern Areas är nära nog obefolkad, med mindre än två invånare per kvadratkilometer. Genomsnittlig årsnederbörd är 472 millimeter. Den regnigaste månaden är maj, med i genomsnitt 72 mm nederbörd, och den torraste är december, med 12 mm nederbörd.